# Sverker le Jeune
Sverker le Jeune (Sverker den yngre en suédois), né vers 1164 et mort le 17 juillet 1210, est roi de Suède de 1195 ou 1196 à 1208.

## Biographie

### Origine
Sverker II Karlsson le Jeune (den yngre), fils de Charles VII de Suède, succède à Knut Ier (qui avait tué et succédé à son père) sans contestation. Il s’appuie sur le Danemark et sa première épouse vers 1180 Benedikta (Bengta) est la fille du magnat danois Ebbe Sunesen Hvide (da), un parent du tout-puissant archevêque de Lund Absalon. 

### Règne
C'est sous son règne que l'Église de Suède reçoit le bénéficie en 1200 de sa première grande charte qui conformément aux exigences de la réforme grégorienne exempte ses biens de toutes taxes et soustraie le clergé à la justice des cours criminelles temporelles créant de facto la basse d'une classe de privilégiés ecclésiastiques revendiquant ultérieurement l'expansion de leur avantages. 
Le 14 novembre 1205, afin de prévenir les prétentions au trône de la lignée d’Erik le Saint, le roi Sverker fait tuer lors d'un combat dit la bataille d'Älgarås, trois des fils de Knut Eriksson. Le survivant, le futur roi Erik Knutsson, s’enfuit en Norvège. Son retour d’exil en 1208 est à l’origine de la guerre civile qui entraînera la chute et la mort de Sverker II. De retour dans son pays, Erik bat avec ses partisans une armée danoise conduite par les fils de Sune qui soutenait son compétiteur, le 31 janvier 1208 lors de la bataille de Lena dans le Västergötland. Sverker doit alors s'exiler au Danemark.
Une tentative de médiation menée par l'épouse de Sverker qui proposait un partage du royaume échoue et l'ancien roi Sverker trouve la mort le 17 juillet 1210 à la bataille de Gestilren, dans le Västergötland, lors d’une nouvelle tentative pour recouvrer son trône.

### Famille
De son union avec la noble danoise Bénédicte Ebbesdatter (Benedikta, Bengta) (née vers 1165/70, morte en 1200), issue de la lignée Galen de la famille Hvide, qu'il épouse avant 1190 alors qu'il résidait au Danemark, Sverker laisse au moins une fille attestée, 
- Helena Sverkersdotter (Elin, † 1240), qui se marie en 1237 avec le Jarl Sune Folkason († 1247) de la Maison de Bjälbo, justicier de Västergötland. Leurs filles Catherine de Ymseborg et Bénédicte de Bjelbo deviennent des enjeux dans la succession royale suédoise après 1222, lorsque la maison de Sverker se trouve éteinte en ligne masculine[1]. 
  - Catherine épouse Éric XI de Suède un membre de la lignée rivale la maison d'Erik, mais demeure apparemment sans enfants.
  - Bénédicte épouse Svantepolk Knutsson dont elle a plusieurs filles, qui contractent des mariages dans la noblesse suédoise. Plusieurs maisons nobles de Suède revendiquent ainsi être issues de Benedikta.
- Sverker II et Benedikta ont peut-être d'autres enfants, dont Karl Sverkersson qui selon les sources norvégiennes se marie avec une fille du roi Sverre de Norvège et est tué en 1198[2]. Cette assertion est cependant douteuse, car s'il est le fils du roi Sverker il meurt encore adolescent au mieux.
- Ils eurent peut-être aussi deux autres filles, Marguerite (sv) et Christine (sv), qui épousent respectivement Wislaw Ier de Rügen. et Henri II Borwin de Mecklembourg[3] La reconstruction généalogique est basée sur de vagues déclarations contemporaines[4]. Cependant, Margaret et Christina ont peut-être simplement été des parentes de la première épouse de Sverker[5].

De son second mariage en  1200 avec Ingegerd Birgersdotter de Bjelbo, fille du Jarl Folkunge Birger Brosa, il a un fils et héritier,
- Jean (1201–1222), qui est désigné comme roi de Suède en  1216 sous le nom de Jean Ier de Suède[6]. Il a été également avancé qu'il est possible que Ingegerd Birgersdotter soit en fait la première femme de Sverker, et Benedicta Ebeesdatter la seconde ; il est possible que des preuves supplémentaires viennent conforter cette hypothèse[7].

## Sources
- Ingvar Andersson, Histoire de la Suède… des origines à nos jours, Éditions Horvath, Roanne, 1973.
- (en) Philip Line, Kingship and state formation in Sweden, 1130-1290, Library of Congres, 2007  (ISBN 9789004155787).
- Lucien Musset, Les Peuples scandinaves au Moyen Âge, Paris, Presses universitaires de France, 1951, 342 p., in-8o (OCLC 3005644)
- Ragnar Svanström et Carl Fredrik Palmstierna, Histoire de Suède, Stock, Paris, 1944.